# Parodia (cactus)
Parodia este un gen de cactuși. Acest gen are 50 de specii, de la mici cactuși până la cactusi de 1 m. sub formă de coloană.

## Sinonimia
Urmatoarele genuri au sinonimie cu Parodia:
- Acanthocephala Backeb.
- Brasilicactus Backeb.
- Brasiliparodia F.Ritter
- Brasilocactus Fric (nom. inval.)
- Chrysocactus Y.Itô (nom. inval.)
- Dactylanthocactus Y.Itô
- Eriocactus Backeb.
- Eriocephala Backeb.
- Friesia Fric (nom. inval.)
- Hickenia Britton & Rose
- Jauhisoparodia Gabriel Blackhat
- Malacocarpus Salm-Dyck
- Microspermia Fric
- Neohickenia Fric
- Notocactus (K.Schum.) Fric
- Sericocactus Y.Itô
- Wigginsia D.M.Porter

Notă: includerea Notocactus (genul tipul trib) în interiorul Parodia a fost de către w:en:International Organization for Succulent Plant Studies la sfârșitul anilor 1980. Această introducere este încă controversată.

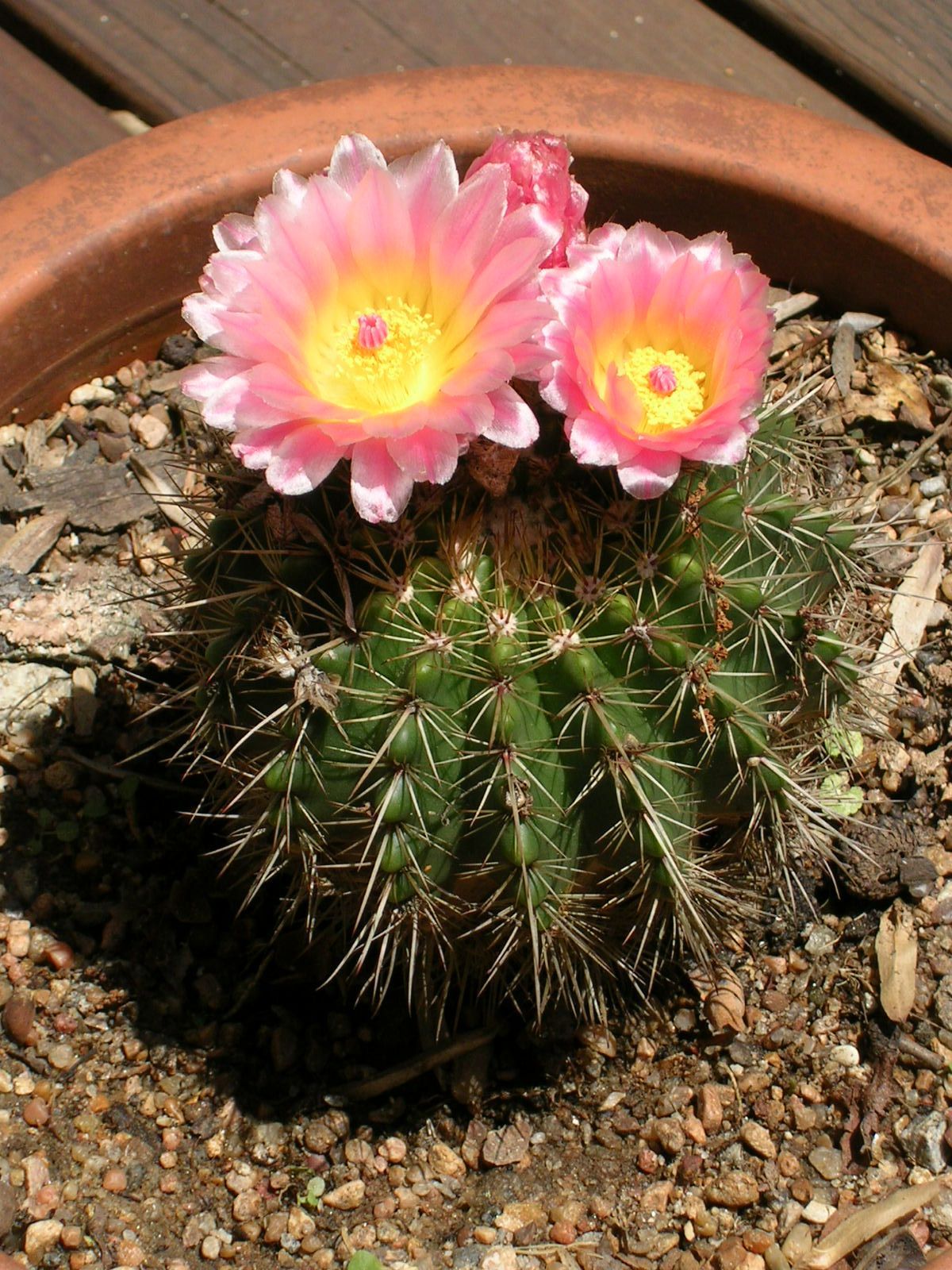
Parodia herteri
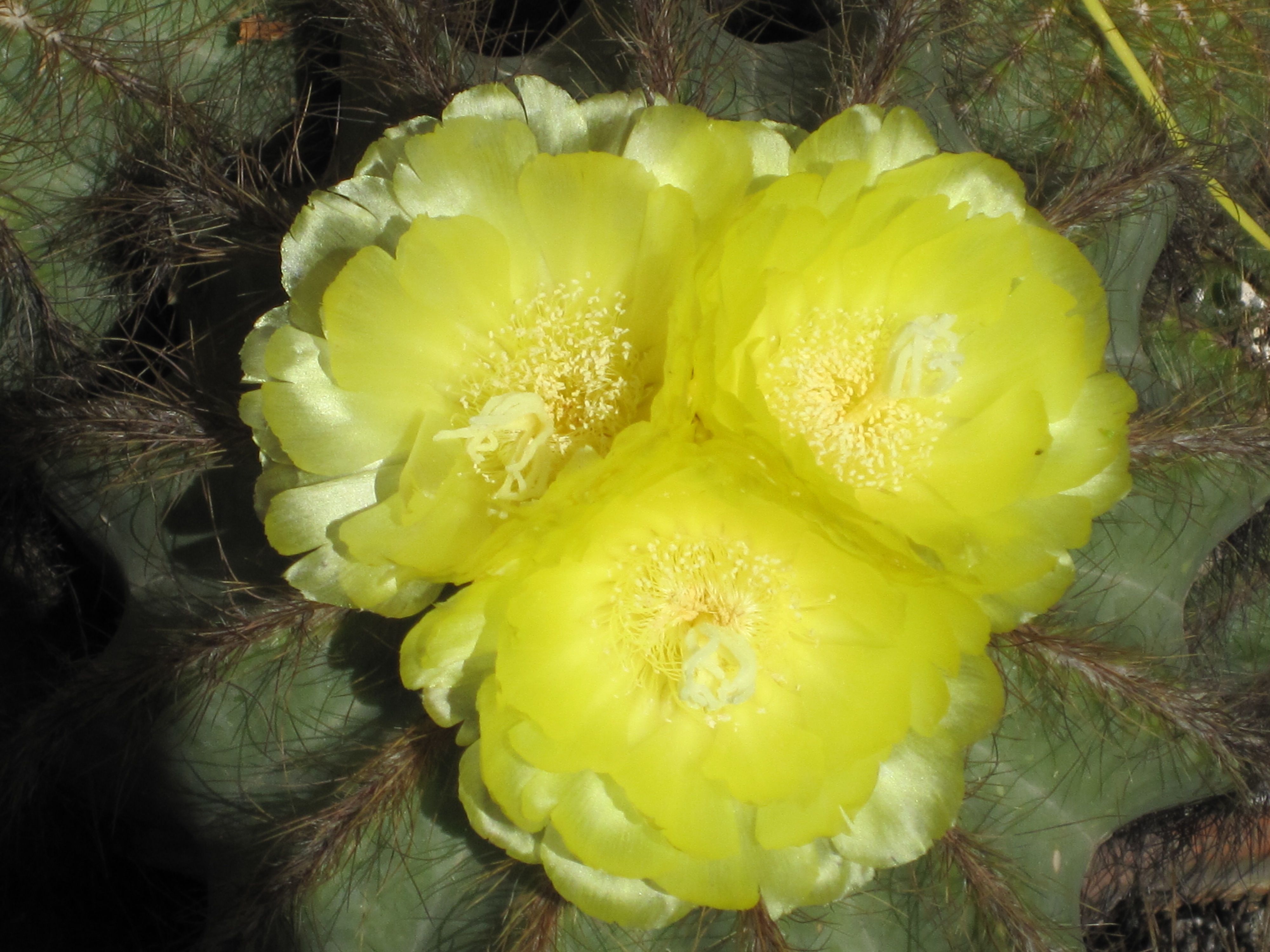
Parodia magnifica
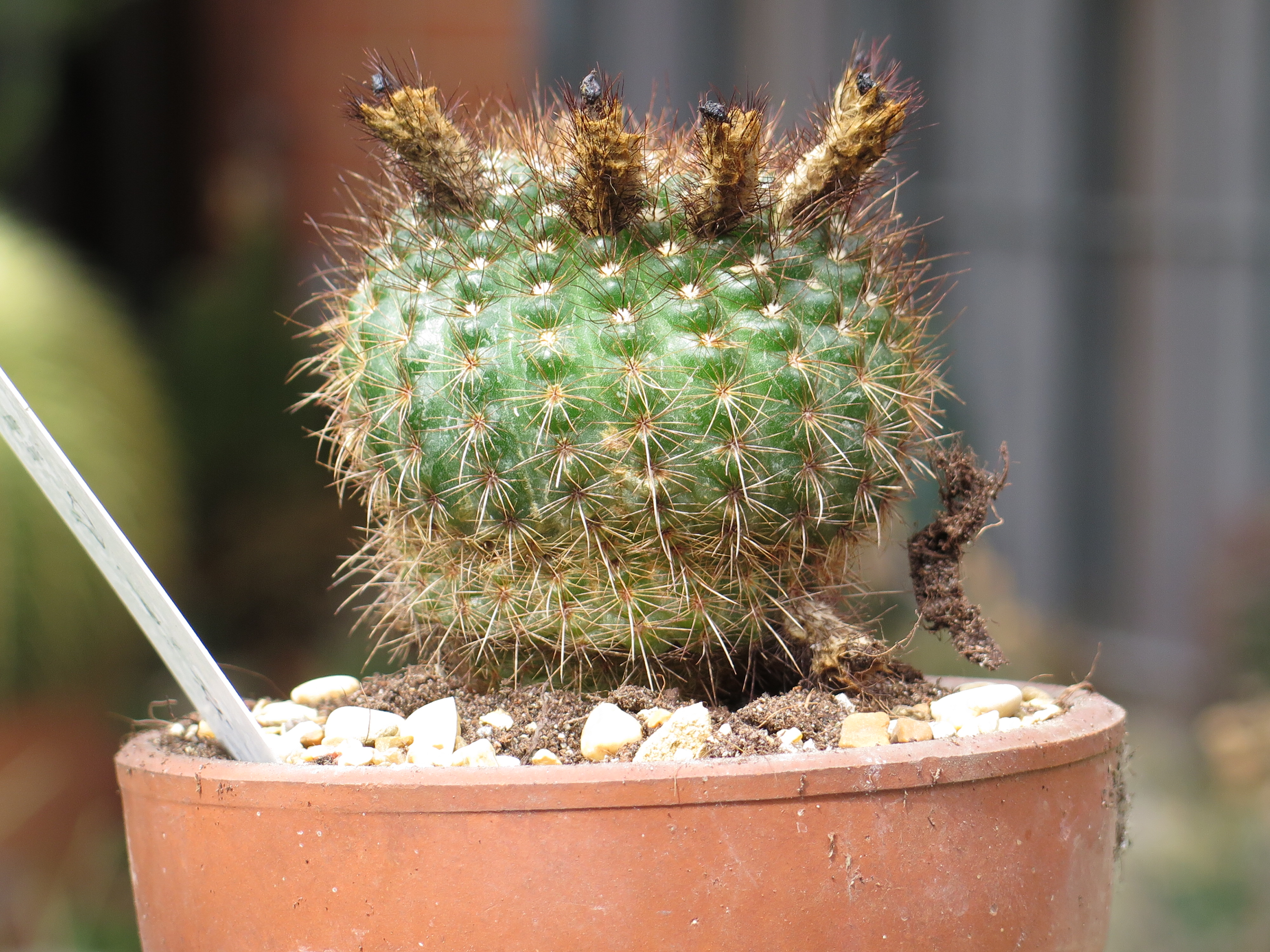
Parodia erubescens
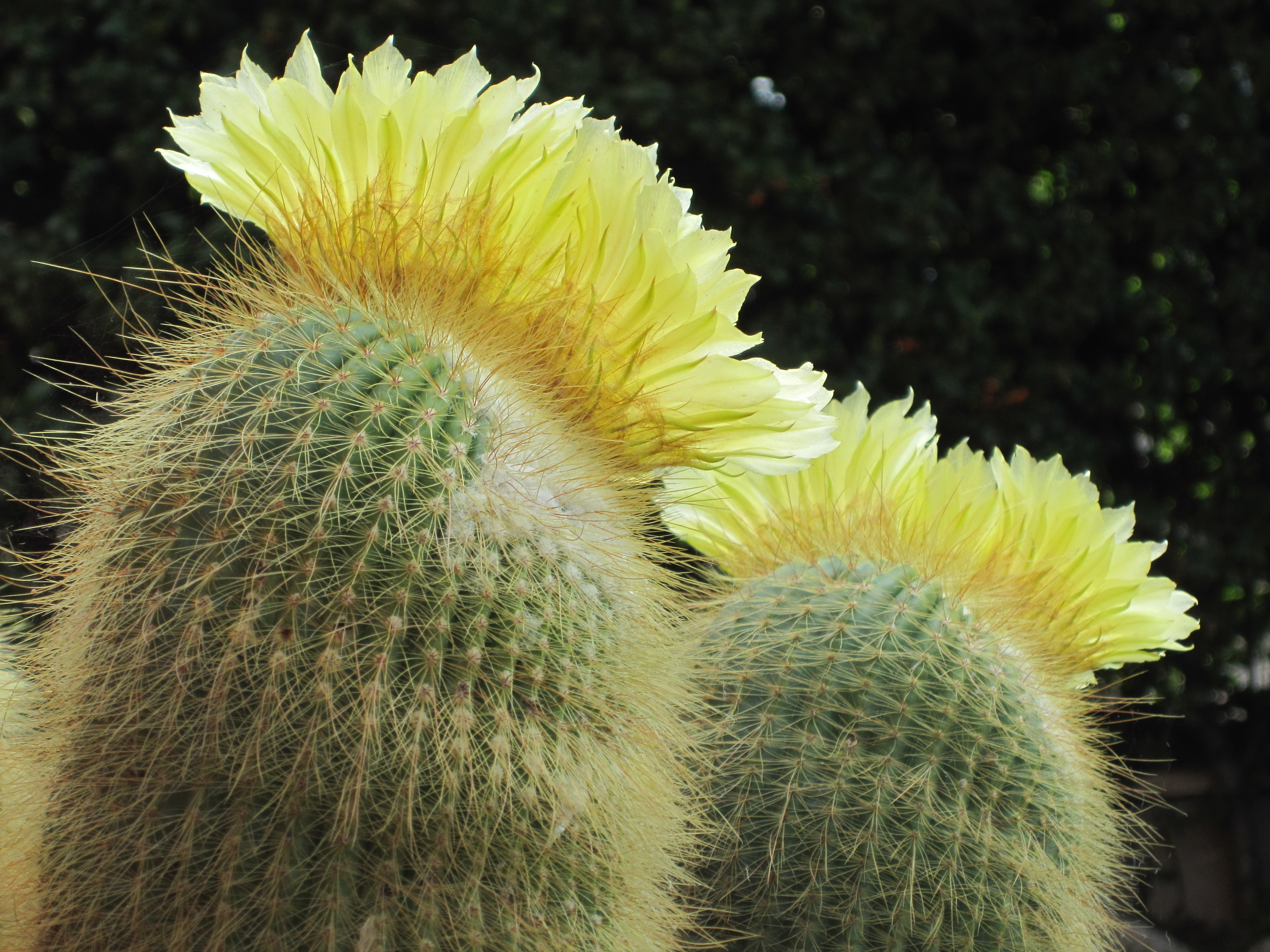
Parodia leninghausii
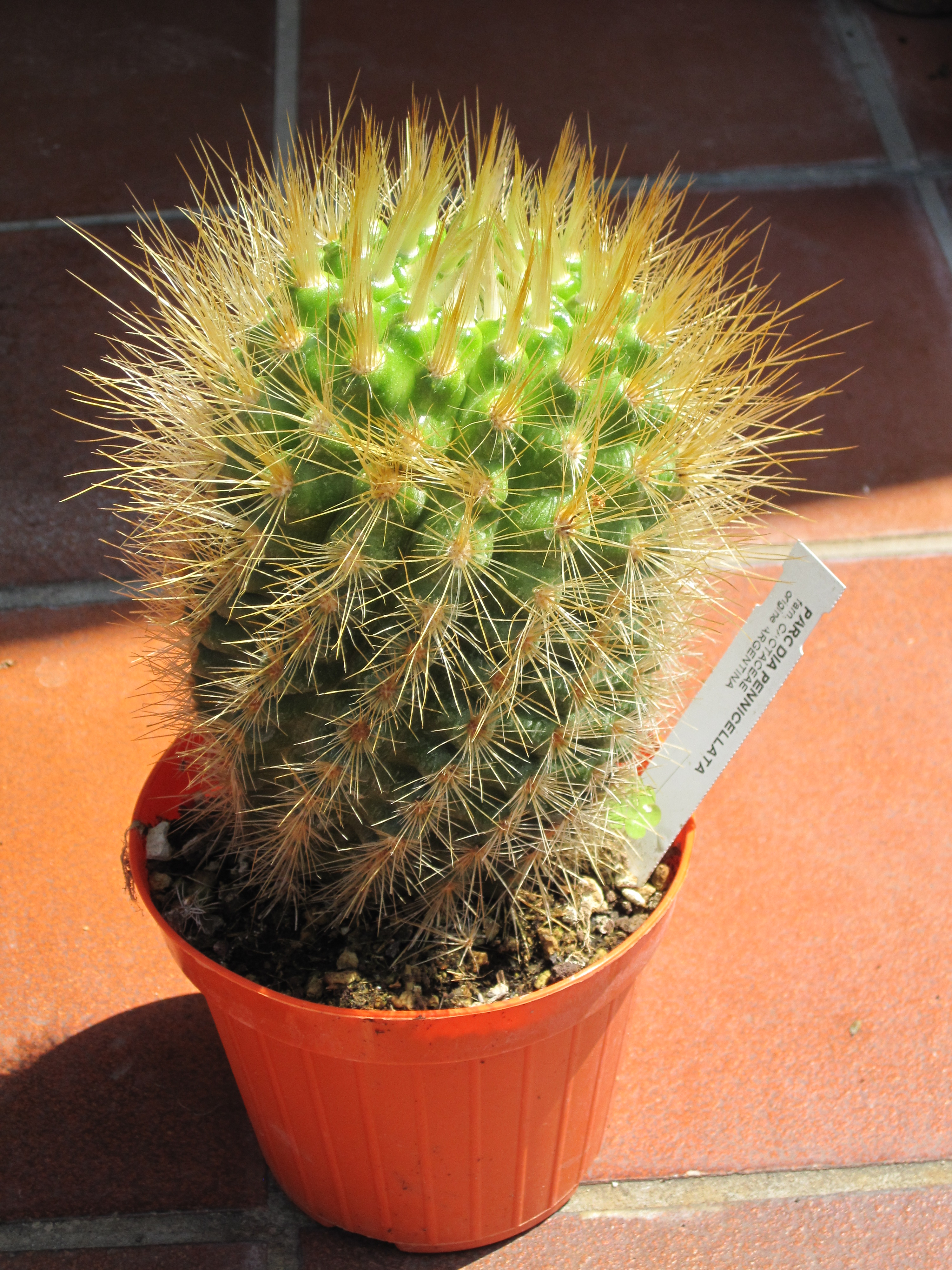
Parodia penicillata
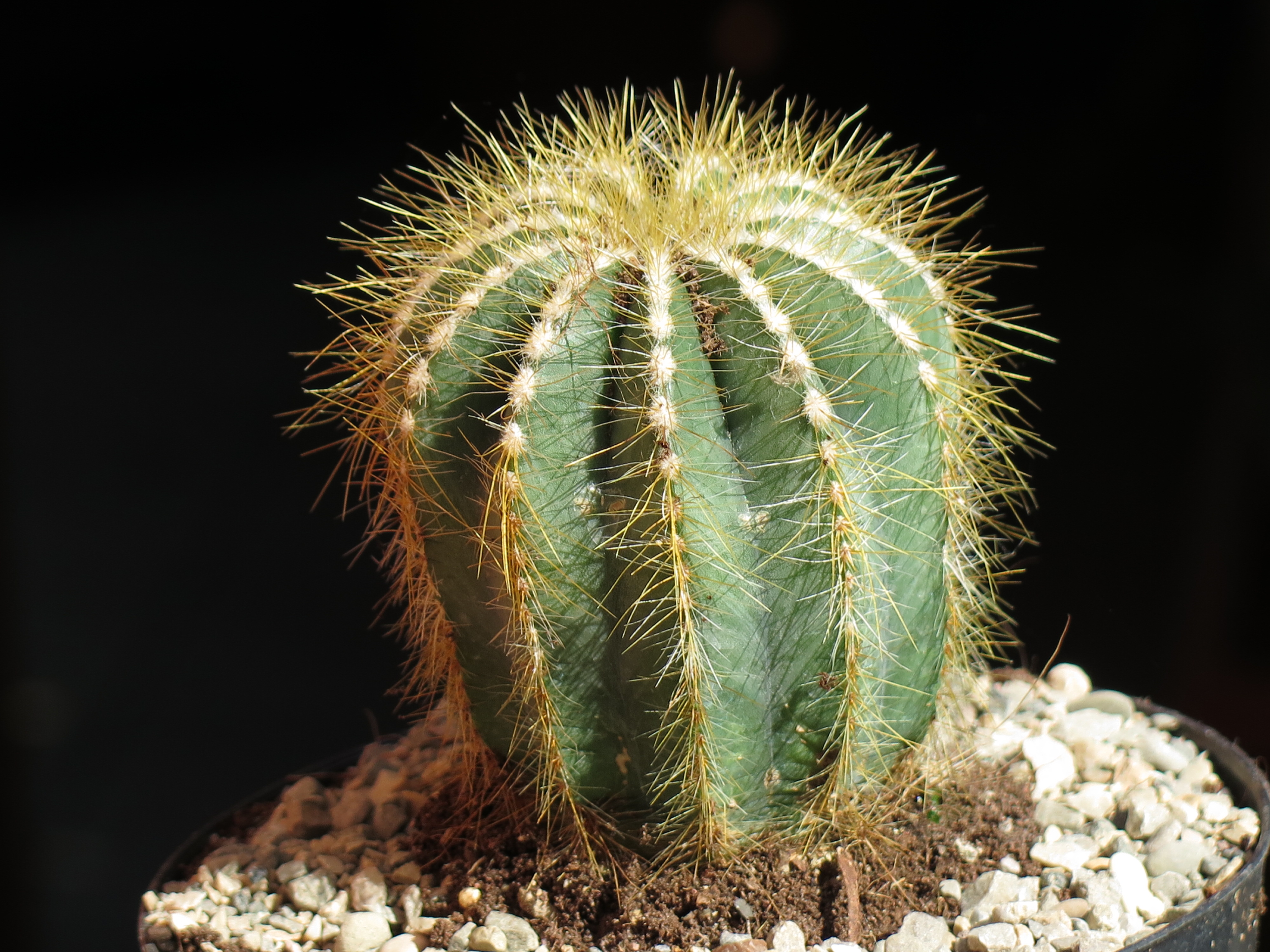
Parodia warasii
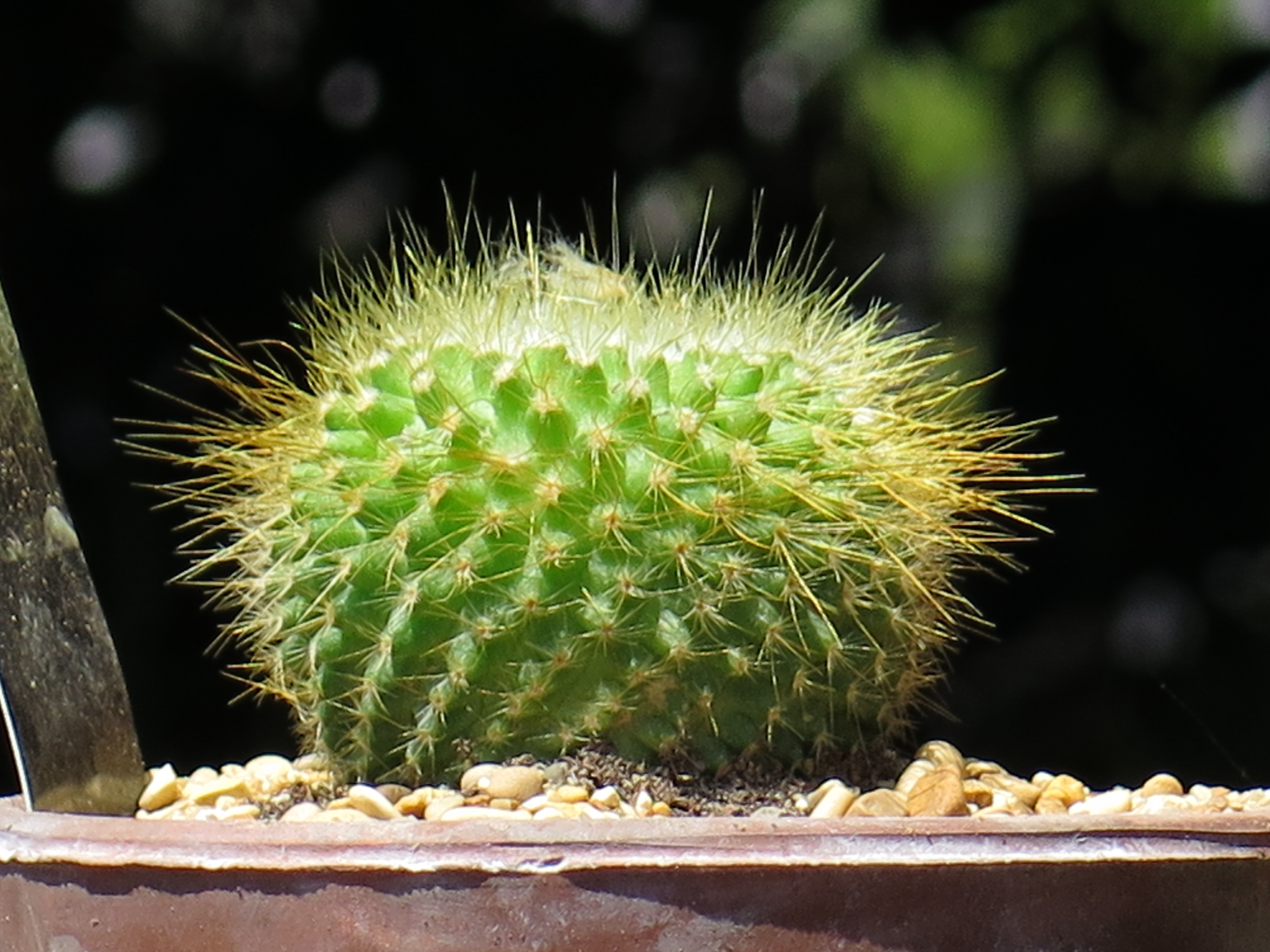
Parodia chrysacanthion